# Ziemowit Skibiński
Ziemowit Skibiński (ur. 16 stycznia 1945 w Poddębicach, zm. 10 lutego 2006 w Zduńskiej Dąbrowie) – polski poeta, regionalista, prezes łódzkiego oddziału Stowarzyszenia Pisarzy Polskich w latach 1990–1993.

## Życiorys
Ukończył historię na Uniwersytecie Łódzkim (1967). Uzyskał doktorat na podstawie rozprawy o twórczości Mariana Piechala (1979). Początkowo pracował jako nauczyciel w liceum w Poddębicach (1967-1968) W 1970 związał się z Uniwersytetem Łódzkim, gdzie pracował jako asystent w Międzywydziałowym Studium Nauk Politycznych, a następnie (od 1980) jako adiunkt w Katedrze Bibliotekoznawstwa i Informacji Naukowej (z przerwą w latach 1978–1980). W 1995 zakończył karierę na Uniwersytecie Łódzkim i pracował jako wykładowca w Mazowieckiej Wyższej Szkole Humanistyczno-Pedagogicznej w Łowiczu oraz Państwowej Wyższej Szkoły Zawodowej w Mławie. Przez wiele lat działał w towarzystwach regionalnych w Łowiczu i w Poddębicach i pisał artykuły z zakresu historii i kultury regionu. M.in. opublikował cykl pt. „Sylwetki Sieradzkie” oraz prac poświęconych zabytkom powiatu poddębickiego. Napisał przewodnik pt. Dotykanie przeszłości (2000).

## Twórczość literacka
Debiutował w 1958 r. sonetem pt. Stawy leśne opublikowanym w piśmie „Ziemia Łęczycka”. Od 1960 r. był związany z łódzkim środowiskiem literackim, należąc kolejno do: Korespondencyjnego Klubu Młodych Pisarzy, Wiadukt, łódzkiego oddziału Związku Literatów Polskich (ZLP), Towarzystwa Wolnistów, Klubu Pisarzy Łódzkich Oddziału Warszawskiego ZLP (z siedzibą w Łodzi) i Stowarzyszenia Pisarzy Polskich (SPP). W latach 1990–1993 był prezesem zarządu oddziału łódzkiego SPP. Współpracował stale z łódzkimi czasopismami, m.in. „Osnowa” i „Tygiel Kultury”. Opublikował zbiory wierszy:
- Książę (1964)
- Maski (1973)
- Anachoretes (1976)
- Dalekie źródła (1978)
- Ten trzeci (1987)
- Anthropos anthropon genna (1989; współautor: Andrzej Biskupski)
- Przedwieczerz (1991)
- Dar (1995)
- Prześwit (1995)
- Poczucie piękna (1998)
- Mieszkałem w wielu... (2005)

Był autorem antologii poetyckich:
- Pejzaż łowicki (1980, 1986)
- Poeci Siódmej Prowincji (1996, we współpracy z Rafałem Orlewskim i Janem Krzysztofem Szczęsnym)

## Tytuły honorowe
- honorowy obywatel Łowicza
- honorowy obywatel powiatu poddębickiego

## Pochówek
Zmarł w Dąbrowie Zduńskiej, gdzie mieszkał od 1972 r. Został pochowany na cmentarzu w Poddębicach. Jego pogrzeb został upamiętniony w wierszu Jacka Rybusa pt. Ostatnia droga.

## Upamiętnienie
W 2009 r. Miejskiej i Gminnej Bibliotece Publicznej w Poddębicach nadano imię Ziemowita Skibińskiego.